# Callista Gingrich
Pour les articles homonymes, voir Gingrich.
Callista Gingrich, née Bisek le 4 mars 1966 à Whitehall (Wisconsin), est une femme d'affaires et diplomate américaine.

## Biographie

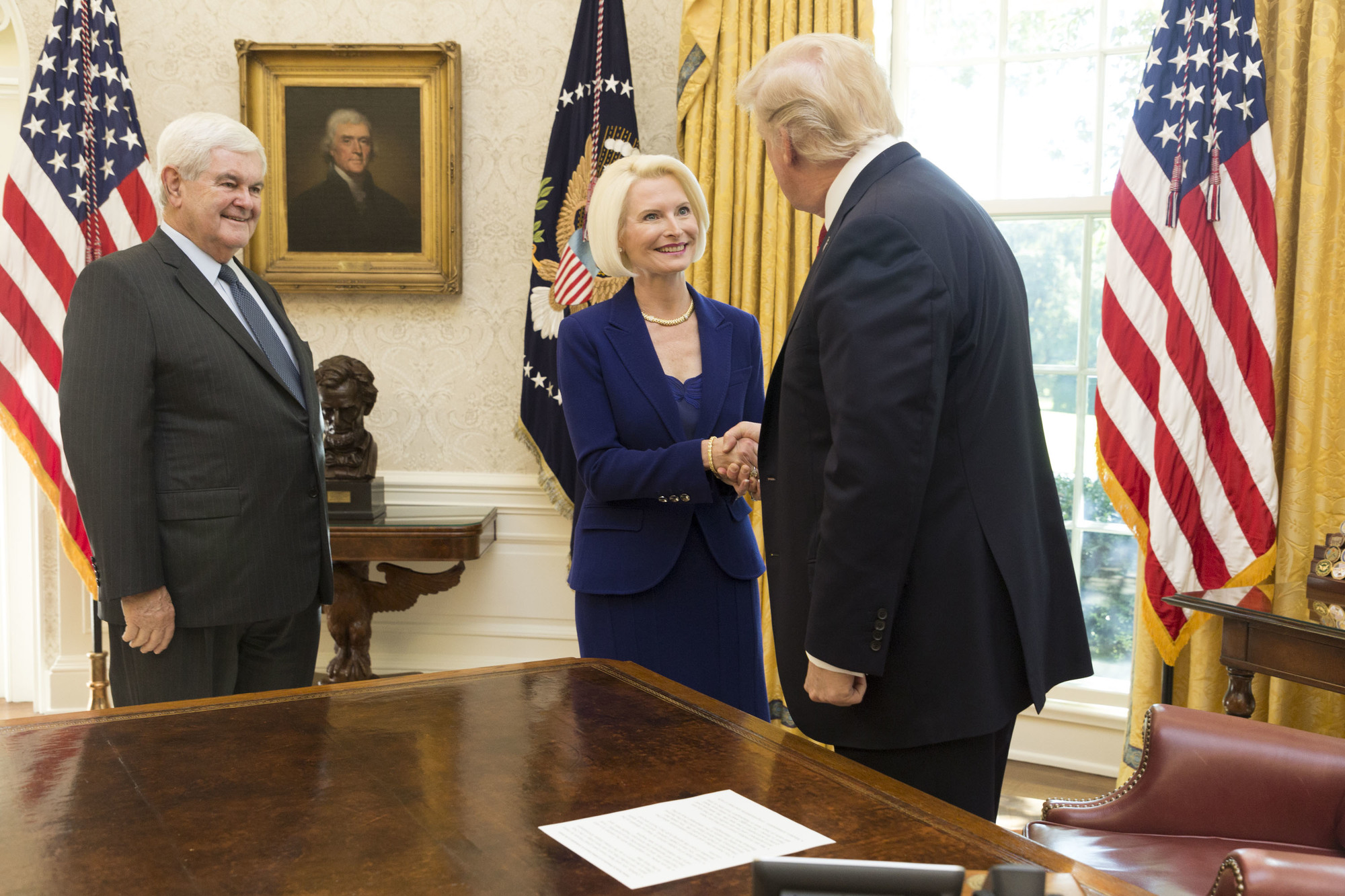
Newt et Callista Gingrich avec Donald Trump en 2017.

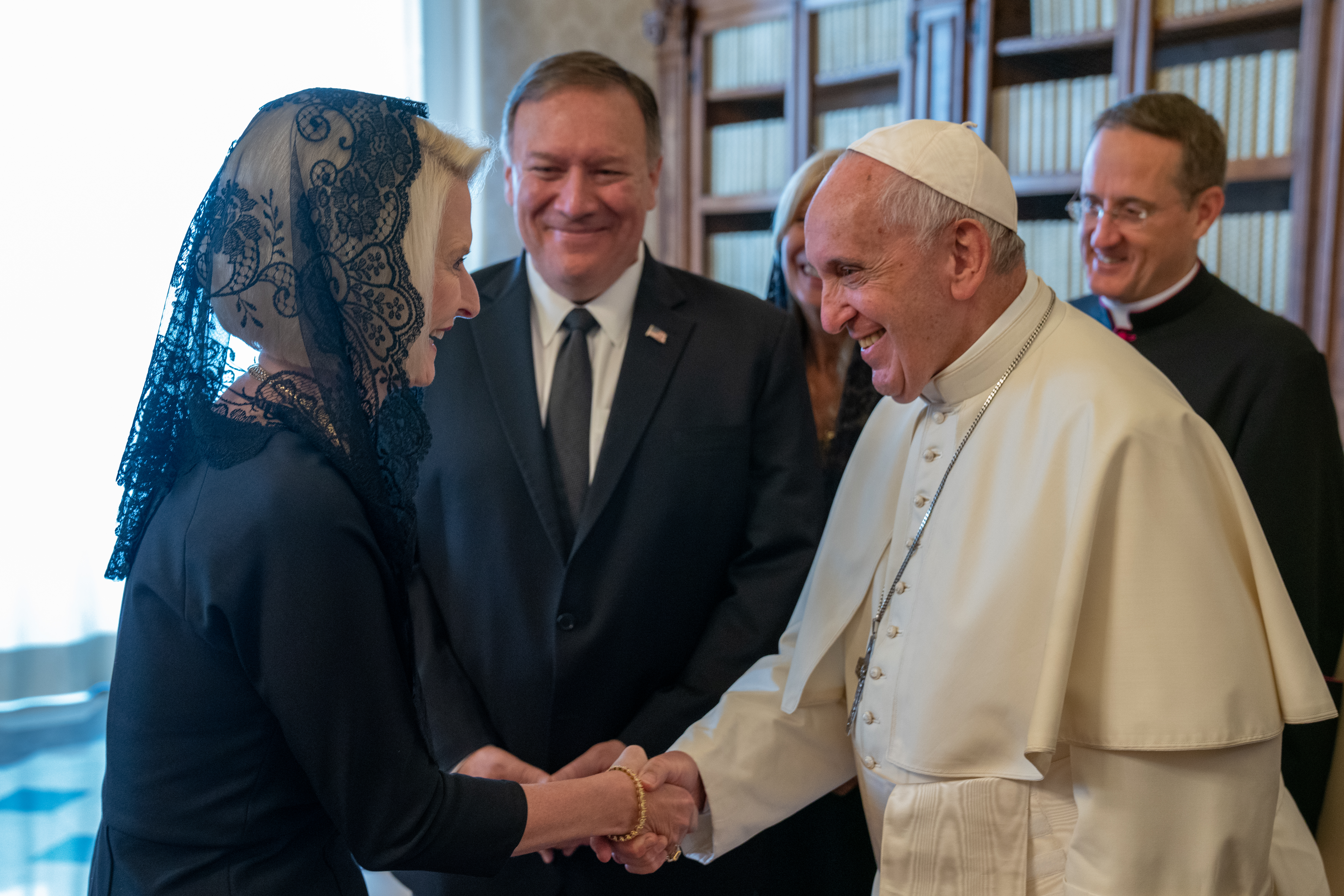
Callista Gingrich et le pape François en 2019.

Elle est la présidente de Gingrich Productions, une société de multimédia basée à Washington DC, ce qui l'a amenée à produire plusieurs documentaires,,.
Depuis 2000, elle est mariée avec l'homme politique et ancien président de la Chambre des représentants des États-Unis, Newt Gingrich. À partir de 2011, elle fait campagne aux côtés de son mari, pour son investiture à la primaire du Parti républicain à l'élection présidentielle américaine de 2012,,.
En mai 2017, le président Donald Trump la propose comme ambassadrice des États-Unis auprès du Saint-Siège. Le Sénat confirme sa nomination par 70 voix contre 23. Elle demeure en poste jusqu'à la fin du mandat de Donald Trump en janvier 2021.
Elle est nommée ambassadrice des États-Unis en Suisse lors du deuxième mandat de Donald Trump.